# 10001 Palermo
A 10001 Palermo (ideiglenes jelöléssel 1969 TM1) a Naprendszer kisbolygóövében található aszteroida. Ljudmila Ivanovna Csernih fedezte fel 1969. október 8-án.